# Francesc Cerro i Ferran
Francesc Cerro i Ferran, o Cerrö com ha signat ocasionalment, (Reus, 4 d'octubre de 1973) és llicenciat (Títol Superior) en Direcció Escènica i Dramatúrgia per l'Institut del Teatre de la Diputació de Barcelona, professional adscrit al Laboratorio Rivas Cherif del Centro Dramático Nacional i director artístic del Festival Internacional de Literatura i Música MussART. Creador i director del Festival de les Arts de Reus (Festival FAR) temporades 2017-2019. Des de l'any 2019 ha passat a formar part del reputat "Colectivo del Texto" (grup d'estudi i debat sobre el llenguatge escènic, noves tendències i dramatúrgia contemporània, amb seu a Madrid).
Després de titular-se a l'Institut del Teatre, completà la seva formació amb cursos amb Albert Boadella i Els Joglars, amb Xavier Berraondo (Entrenament actoral a l'EADE), amb Jürgen Müller, Lluís Anton Baulenas i Ramon Simó i Vinyes (Interpretar; actuar i fingir, Universitat Rovira i Virgili), amb José Antonio Blecua (Els discursos orals en la societat actual, Universitat Rovira i Virgili) i amb Pere Sagristà-Ollé i Lluís Graells (Bravium Teatre de Reus). Ha traduït Wiiliam Shakespeare, Sòfocles, Sèneca, David Hare, Caryl Churchill, Sarah Kane, David Mamet, Dostoievski, Thomas Mann i Samuel Beckett, entre altres), escrit i publicat diverses obres dramàtiques. Ha impartit diversos cursos i tallers com a professor en Interpretació de Text, Direcció i dramatúrgia, Guió, Iniciació a l'Escriptura i Tècniques d'Expressió Oral, i ha coordinat dos cursos de "Tècniques per la millora de la comunicació", a la Fund. Universitat Rovira i Virgili.
Actualment, i des de la temporada 2013/14, és director artístic del cicle "Grans Mestres al Teatre Fortuny de Reus"; durant quatre temporades 2008/12, ha sigut director artístic de "Les Veus del Castell", al castell de La Selva del Camp, i, de l'any 2005 al 2008 va ser coordinador artístic del Projecte 9s Creadors' una iniciativa de l'Associació d'Actors i Directors Professionals de Catalunya.
Forma part del grup de directors teatrals que han estat escollits per estrenar les seves propostes al Festival Internacional de Peralada. Treballs seus s'han pogut veure a teatres nacionals i internacionals com el Teatre Lliure, Teatre Nacional de Catalunya -aj.dir.-, Festival Internacional Susanna Alexander de Mèxic, Festival de Teatre de Marraqueix, Sala La Cuarta Pared/Madrid, Festival Internacional de Teatre Visible de Madrid, Teatro del Abasto a Buenos Aires, Uruguai, etc. L'any 2015, la seva tasca com a radaptador i versionador dels clàssics, fa que la crítica el consideri com el "Christopher Hampton català" (millor adaptador de tots els temps dels clàssics teatrals universals) . L'any 2017 va ser el director teatral i dramaturg escollit per a crear i dirigir l'acte institucional d'obertura i cloenda de la Capital de la Cultura Catalana, Reus CCC2017. Les seves direccions escèniques han sigut motiu de reconeixement dins i fora del territori nacional, fet que li ha valgut el reconeixement públic a Mèxic -Teatre Melpómene-, per la direcció de l'espectacle "Tennessee (W) / La vida privada de Tennessee Williams".
Ha col·laborat amb directors, dramaturgs, actors i figures de les lletres universals com William Graves, Ricard Salvat, Emilio Gutiérrez Caba, Mercedes Sampietro, etc.

## Obres i dramatúrgies
- 1997: In Dividus[4]
- 1998: Herois
- 2000: El gos de Laertes[4]
- 2003: Vida d'un artista[4]
- 2003: Dies Viscuts
- 2004: Mika i el paradís (Tarragona: Arola, 2006 ISBN  8496366898)
- 2004: Petita història de Katie Higbie (Barcelona: AADPC, 2004 ISBN 8489826374)
- 2005: Obstinato, al volum col·lectiu Tres peces breus (Barcelona: AADPC, 2005 ISBN 8489826420)
- 2006: I.V.D.P.
- 2007: Construccions per les ànimes, conjuntament amb Lluís Graells[5]
- 2008: CCCR El Mort: Efecte immediat
- 2010: Les veus del Castell
- 2011: Els boscos de Baikonur[6]
- 2013: Sobre el dany del tabac i les ostres, d'Anton Txékhov[7]

## Direcció
Com a director d'escena, ha dirigit i adaptat textos d'August Strindberg, Büchner, Aleksandr Puixkin, Harold Pinter, Samuel Beckett, Fiodor Dostoievski (a qui també ha traduït), Anton Txékhov, Salvador Espriu, David Mamet, James Joyce, Sanchis Sinisterra, Luigi Pirandello, Boris Pasternak, Anna Akhmàtova, Ricard Creus, Jacint Verdaguer, T.S. Eliot, Tennessee Williams, Noëlle Renaude, entre d'altres.

## Premis
- 2006: Premi de Teatre Bambalina com a millor autor teatral[8]